# Youri Regeer
Youri Pieter Regeer (* 18. August 2003 in Haarlem) ist ein niederländischer Fußballspieler, der aktuell bei Ajax Amsterdam unter Vertrag steht.

## Karriere

### Verein
Regeer begann seine fußballerische Ausbildung bei den beiden kleineren Vereinen SV Zandvoort und den Rijnsburgse Boys. 2015 wechselte er zu ADO Den Haag und zwei Jahre später in die Jugendakademie von Ajax Amsterdam. 2018/19 stand er im Alter von 15 Jahren bereits parallel bei den B- und den A-Junioren auf dem Platz und spielte 24 Mal für die U17 (4 Tore) und viermal für die U19. Am Ende der Saison gewann er mit der U19 das Double aus Pokal und Meisterschaft. In der Folgesaison war er schon bei der U19 gesetzt und spielte dort unter anderem in der Youth League. Außerdem gab er sein Debüt in der eersten Divisie gegen Helmond Sport am 21. Februar 2020 (27. Spieltag) in der Startelf. Nach der Saison unterschrieb er im Alter von 16 Jahren einen Vertrag bei Jong Ajax. Im Verlauf der Saison etablierte er sich schon fest im Team und lief gegen Ende öfters Mal als Kapitän auf.
Im Sommer 2023 wechselte er zum FC Twente Enschede und konnte sich schnell einen Stammplatz erkämpfen. Regeer absolvierte dort 52 Ligaspiele und sechs Partien in der UEFA Europa League. Im Januar 2025 machte Ajax Amsterdam von einer vereinbarten Rückkaufoption Gebrauch. Regeer unterschrieb dort einen Vertrag bis zum Ende der Saison 2028/29.

### Nationalmannschaft
Regeer durchlief ab 2017 die niederländischen Juniorennationalmannschaften ab der U15. Mit der U17-Auswahl nahm er an der U17-Weltmeisterschaft 2019 teil, die er mit dem Team auf dem vierten Platz beendete. Regeer bestritt dabei alle sieben Turnierspiele. Zwischen September 2023 und Juni 2025 gehörte Regeer dem Kader der U21-Nationalmannschaft an und traf in fünfzehn Partien zweimal das Tor.

## Erfolge
- Niederländischer U-17-Meister: 2019
- Niederländischer U-17-Pokalsieger: 2019
- Niederländischer Meister: 2022